# 大森兵蔵

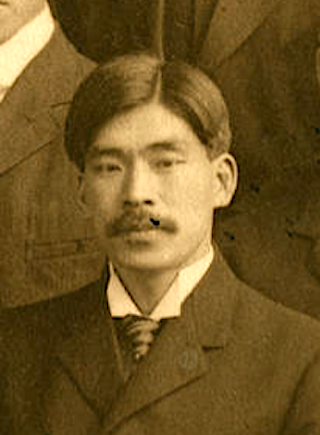
大森兵蔵、1907年

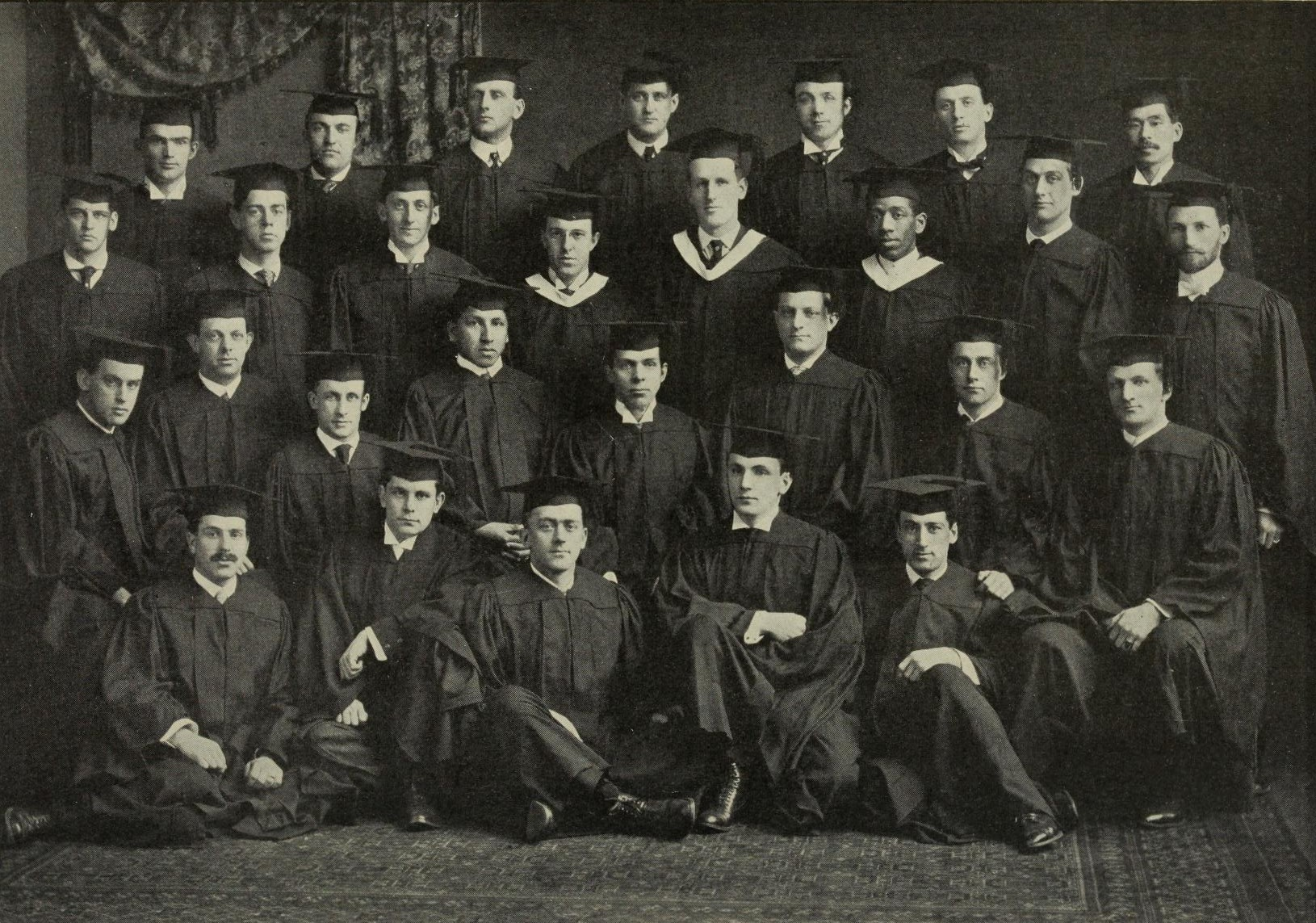
米国YMCA時代。上右端

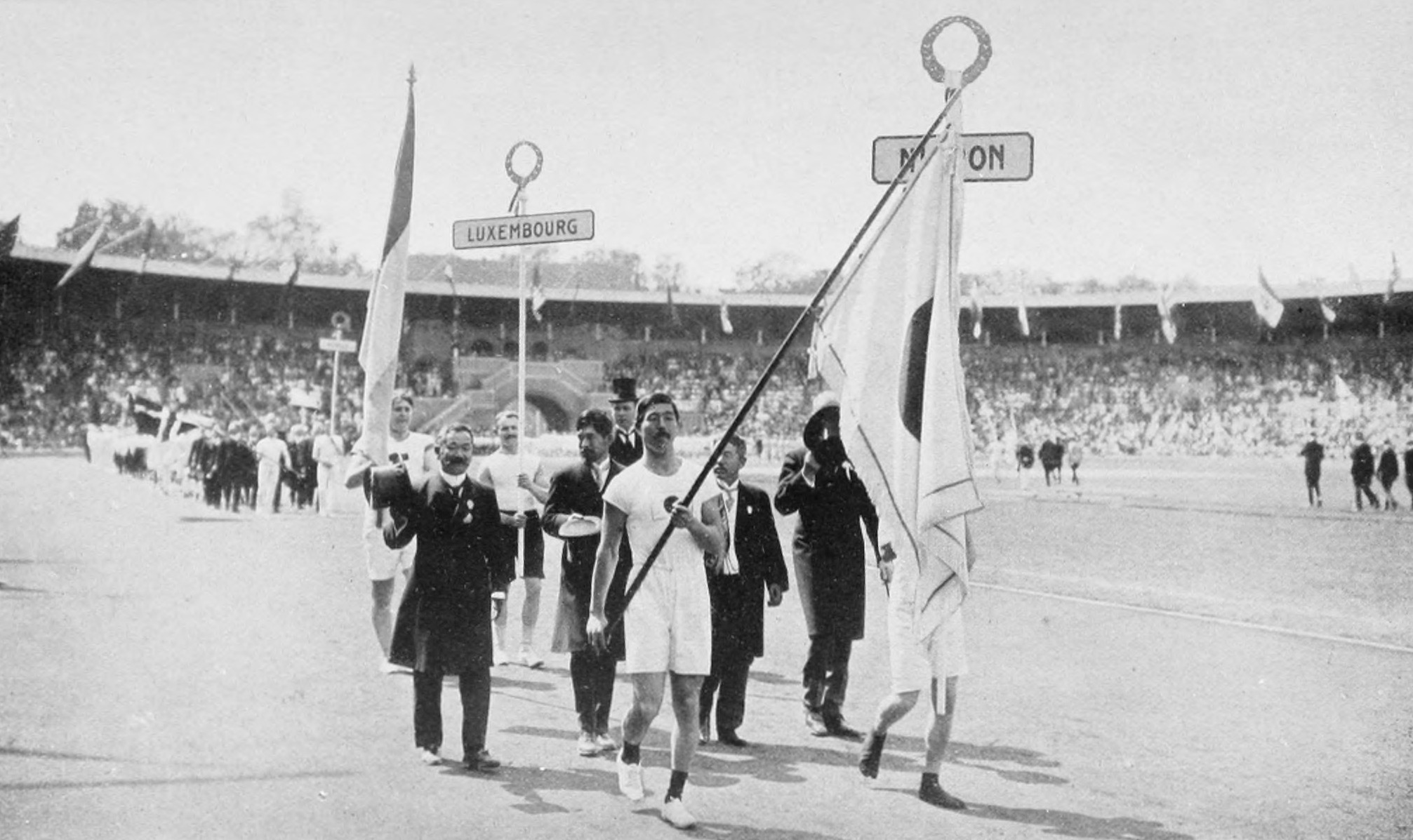
ストックホルム五輪入場式。旗手（三島弥彦）の後ろ

大森 兵蔵（おおもり ひょうぞう、1876年（明治9年）3月14日 - 1913年（大正2年）1月15日）は、YMCA体育教授。岡山県出身。バスケットボールとバレーボールを日本に初めて紹介した人物である。日本初のオリンピックチーム監督。
　

## 経歴
岡山県上道郡高島村（現在の岡山市中区）の素封家大森家に生まれる。
東京高等商業学校（現一橋大学）を卒業後、明治34(1901)年に渡米し、スタンフォード大学経済学部を経て、1905年からマサチューセッツ州スプリングフィールドにある国際YMCAトレーニングスクール（キリスト教布教のための指導者養成学校。現スプリングフィールド大学）で学んだ。当時米国は植民支配の新手法としてスポーツの利用を考えており、異教徒大量改宗を欲する英米仏のキリスト教会の熱心な活動を背景に、YMCAは英米スポーツをアジアに導入する主機関となり、1889年にはその第一号として日本YMCAが設立されていた。その後国際オリンピック委員会の支援を得るためにYMCAはアジア各地のキリスト教系学校や前述のトレーニングスクールでスポーツ指導者を多数育成し、大森もその一人であった。
1907年に同校を卒業し、20歳上の画家アニー・シェプレー（日本に帰化した後大森安仁子と改名）と結婚、1908年に帰国し、東京YMCAでバスケットボール、バレーボールを日本に初めて紹介する。1911年に、セツルメント運動の一環として妻とともに社会福祉施設「有隣園」を設立したほか、同年嘉納治五郎とともに大日本体育協会（現日本体育協会）を設立してその理事となり、嘉納と日本オリンピック委員会（JOC）を設立。国際オリムピック大会選手予選会の開催のために京浜電気鉄道（京浜電鉄）と交渉して、毎年競技会を開くという約束で羽田運動場の自転車競技場だった場所に新しい陸上競技場を建設してもらった。翌1912年、日本が初出場したスウェーデンのストックホルムオリンピックに日本選手団の監督として妻・安仁子と同伴により参加する。1913年（大正2年）1月15日、オリンピックからの帰国途上、妻・安仁子の親族が住むブルックリンに立ち寄った後、日本行きの船を待っていたカリフォルニア州パサデナで持病の肺結核の悪化により逝去した。享年36歳。
墓所は雑司ヶ谷霊園に本墓と、多摩霊園にある松田竹千代の墓に分骨され、妻・安仁子と共に眠る分墓がある。
2019年に李想白とともに、日本バスケットボール殿堂に掲額者として選出。

## 親族
妻・安仁子（1856年 - 1941年、旧名・Annie Shepley Barrows、兵蔵と結婚後来日し日本に帰化）は農場管理人の娘としてセントクラウド (ミネソタ州)で生まれた。先祖は1635年に英国マンチェスターからの移民。アニーが17歳の1873年に父親は一財産を作るべくカルフォルニアで農場経営に臨んだが、翌年何者かに絞殺されたため、収入の途絶えた母親は子供たちを連れてボストンに移り、安下宿屋を始めた。妹が裕福な実業家と結婚したことで、アニーは画家を志し、ニューヨークでハリー・シドンズ・モウブレーに師事したのち、パリのアカデミー・ジュリアンで学び、帰国後、肖像画家として活動。ウィンダム郡 (コネチカット州)ウッドストックの自宅のコックとしてYMCAの学生だった大森を雇ったのがきっかけで、1907年10月1日、51歳で30歳の大森と結婚し、来日。夫とともに社会福祉施設・有隣園を設立し、夫没後もその運営を続ける一方、日本の古典文学の翻訳も手掛けた。
大森の姪・藤原澄江は、有隣園の支援者で後に衆議院議長を務めた松田竹千代に嫁いだ。アニーの姪（妹の娘）にE・B・ホワイトの妻でザ・ニューヨーカー誌の編集者だったKatharine Sergeant Angell White、その息子（先夫との子）に野球ライターのRoger Angell。